# Manzana Lift

Logo della bevanda

Manzana Lift è un nome di un drink gassato prodotto dalla Coca Cola Company. È una bevanda al gusto di mela ed è distribuito in America Latina. La parola mansana nella lingua spagnola significa mela. Manzana Lift è disponibile in tre varietà: mela rossa, mela verde e mela golden.